# Miavaig Church

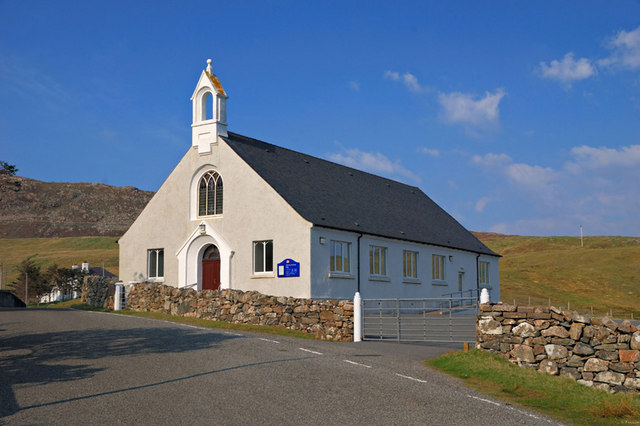
Miavaig Church

Die Miavaig Church ist ein Kirchengebäude der presbyterianischen Church of Scotland in der Ortschaft Miavaig auf der schottischen Hebrideninsel Lewis and Harris. 1993 wurde das Gebäude in die schottischen Denkmallisten in der Kategorie C aufgenommen.

## Geschichte
Bauherr der Miavaig Church war die Free Church of Scotland, welche das Gebäude kurz nach dem schottischen Kirchenschisma von 1843 errichten ließ. Der Bau entstand auf einem Feldstück der Crofter, da der Landherr kein Landstück für den Kirchenbau zur Verfügung stellte, wogegen die Crofter protestierten. Der Bau wurde vermutlich um 1900 verkleinert. Um 1913 wurde die Miavaig Church renoviert und in diesem Zuge vermutlich weitgehend neu aufgebaut.

## Beschreibung
Die Miavaig Church steht an der Nordküste des Loch Miavaig, einer Nebenbucht des Loch Roag, am Nordrand des Weilers Miavaig. Die Fassaden der länglichen Saalkirche sind verputzt. Die Schieferdeckung des Satteldaches ist neueren Datums. Ursprünglich besaß die Miavaig Church eine Reeteindeckung. Oberhalb des Hauptportals an der Westseite ist ein Bleiglasfenster eingelassen. Auf dem darüberliegenden Giebel sitzt ein kleiner Dachreiter, der einst das offene Geläut trug. In die Seitenfassaden sind schlichte, längliche Sprossenfenster eingelassen. Eine Feldsteinmauer umfriedet das Gebäude. Der Innenraum ist verhältnismäßig schlicht ausgestaltet.